# The Best Remixes
The Best Remixes är ett remixalbum av Cyndi Lauper från 1989. Albumet innehåller remixar av hennes tidigare hitlåtar från 1980-talet som bland annat Girls Just Want to Have Fun.